# José Joaquín Álvarez de Toledo, XVIII duca di Medina Sidonia
José Joaquín Álvarez de Toledo, XVIII duca di Medina Sidonia, (in spagnolo: José Joaquín Álvarez de Toledo y Silva) (Madrid, 14 agosto 1826 – Madrid, 15 febbraio 1900), è stato un politico spagnolo.

## Biografia
Era il figlio primogenito di Pedro de Alcántara Álvarez de Toledo, e di sua moglie, Doña María Joaquina de Silva, figlia di José Gabriel de Silva-Bazán, Marchese di Santa Cruz de Mudela.

## Carriera
Studiò all'estero, a causa dell'esilio che portò il padre a vivere durante la Prima guerra carlista. Frequentò l'accademia militare austriaca, ma nel 1852 si orientò verso la politica entrando a far parte del Parlamento della Sicilia.
Tra la caduta di Isabella II, visse nei suoi possedimenti napoletani fino alla restaurazione della monarchia, nel 1875. Entrò a corte con le cariche di Gentiluomo Grande de España di esercizio e servitù della regina, Caballerizo mayor e Mayordomo mayor.
Divenne senatore e deputato per Cadice, nel 1876, ambasciatore all'incoronazione di Alessandro III di Russia.
Tuttavia, è stato la causa della grande rovina della casa di Medina Sidonia, vendendo gran parte della ricchezza della famiglia, come il Castello di Vélez-Blanco, il Castello di Villafranca, il palazzo ducale a Siviglia e un'enorme quantità di opere d'arte. Inoltre, ha speso una fortuna per costruire il palazzo a San Sebastián.

## Matrimonio
Sposò, il 26 settembre 1846 a Erpel, sua cugina Doña Rosalía Caro (31 agosto 1828-14 giugno 1903), figlia di Pedro Caro. Ebbero cinque figli:
- María, contessa di Aderno (4 luglio 1847-1929), sposò Hortuño de Ezpeleta, V conte di Echauz, ebbero due figlie;
- Alonso (6 agosto 1850-13 ottobre 1887), sposò María Trinidad Caballero, non ebbero figli;
- Inés, marchesa di Cazaza (12 marzo 1857-23 ottobre 1937), sposò Fernando Ramírez de Haro, ebbero quattro figli;
- José (1862-1880);
- Joaquín Álvarez de Toledo (28 dicembre 1865-9 giugno 1915).

## Morte
Morì a Madrid il 15 febbraio 1900.

## Ascendenza
|                                                  |                                         |                                                | Genitori                                                             |  |  | Nonni |  |  | Bisnonni                                    |  |  | Trisnonni                                              |  |
|                                                  |                                         |                                                |                                                                      |  |  |       |  |  | Antonio Álvarez de Toledo y Pérez de Guzmán |  |  | Fadrique Vicente Álvarez de Toledo y Moncada de Aragón |  |
|                                                  |                                         |                                                |                                                                      |  |  |       |  |  | Antonio Álvarez de Toledo y Pérez de Guzmán |  |  | Fadrique Vicente Álvarez de Toledo y Moncada de Aragón |  |
|                                                  |                                         | Juana Pérez de Guzmán el Bueno y Silva         |                                                                      |  |  |       |  |  | Antonio Álvarez de Toledo y Pérez de Guzmán |  |  |                                                        |  |
| Francisco de Borja Álvarez de Toledo             |                                         |                                                |                                                                      |  |  |       |  |  | Antonio Álvarez de Toledo y Pérez de Guzmán |  |  |                                                        |  |
|                                                  |                                         | Maria Antonia Dorotea Gonzaga                  | Francesco Gonzaga                                                    |  |  |       |  |  |                                             |  |  |                                                        |  |
|                                                  |                                         | Maria Antonia Dorotea Gonzaga                  | Francesco Gonzaga                                                    |  |  |       |  |  |                                             |  |  |                                                        |  |
|                                                  |                                         | Maria Antonia Dorotea Gonzaga                  | Giulia Chiteria Caracciolo                                           |  |  |       |  |  |                                             |  |  |                                                        |  |
| Pedro de Alcántara Álvarez de Toledo y Palafox   |                                         | Maria Antonia Dorotea Gonzaga                  |                                                                      |  |  |       |  |  |                                             |  |  |                                                        |  |
|                                                  |                                         | Felipe Antonio de Palafox y Croÿ d'Havré       | Joaquin Antonio Jiménes de Palafox y Centurión                       |  |  |       |  |  |                                             |  |  |                                                        |  |
|                                                  |                                         | Felipe Antonio de Palafox y Croÿ d'Havré       | Joaquin Antonio Jiménes de Palafox y Centurión                       |  |  |       |  |  |                                             |  |  |                                                        |  |
|                                                  |                                         | Felipe Antonio de Palafox y Croÿ d'Havré       | Marie Anne Charlotte de Croÿ d'Havré                                 |  |  |       |  |  |                                             |  |  |                                                        |  |
| María Tomasa Palafox y Portocarrero              |                                         | Felipe Antonio de Palafox y Croÿ d'Havré       |                                                                      |  |  |       |  |  |                                             |  |  |                                                        |  |
|                                                  |                                         | María Francisca de Sales Portocarrero y Zúñiga | Christophe de Portocarrero y Fernández de Córdova                    |  |  |       |  |  |                                             |  |  |                                                        |  |
|                                                  |                                         | María Francisca de Sales Portocarrero y Zúñiga | Christophe de Portocarrero y Fernández de Córdova                    |  |  |       |  |  |                                             |  |  |                                                        |  |
|                                                  |                                         | María Francisca de Sales Portocarrero y Zúñiga | Maria-Josepha López de Zúñiga y Téllez-Girón                         |  |  |       |  |  |                                             |  |  |                                                        |  |
| José Joaquín Álvarez de Toledo y Silva           |                                         | María Francisca de Sales Portocarrero y Zúñiga |                                                                      |  |  |       |  |  |                                             |  |  |                                                        |  |
|                                                  | José Joaquín de Silva-Bazán y Sarmiento | Pedro Artal de Silva-Bazán y Alagon            |                                                                      |  |  |       |  |  |                                             |  |  |                                                        |  |
|                                                  | José Joaquín de Silva-Bazán y Sarmiento | Pedro Artal de Silva-Bazán y Alagon            |                                                                      |  |  |       |  |  |                                             |  |  |                                                        |  |
|                                                  | José Joaquín de Silva-Bazán y Sarmiento | Maria Cayetana Sarmiento y Velasco             |                                                                      |  |  |       |  |  |                                             |  |  |                                                        |  |
| José Gabriel de Silva-Bazán y Waldstein          | José Joaquín de Silva-Bazán y Sarmiento |                                                |                                                                      |  |  |       |  |  |                                             |  |  |                                                        |  |
|                                                  |                                         | Marie Anna von Waldstein-Wartenberg            | Emanuel Philibert von Waldstein-Wartenberg                           |  |  |       |  |  |                                             |  |  |                                                        |  |
|                                                  |                                         | Marie Anna von Waldstein-Wartenberg            | Emanuel Philibert von Waldstein-Wartenberg                           |  |  |       |  |  |                                             |  |  |                                                        |  |
|                                                  |                                         | Marie Anna von Waldstein-Wartenberg            | Maria Anna Theresia von Liechtenstein                                |  |  |       |  |  |                                             |  |  |                                                        |  |
| Joaquina Maria del Pilar de Silva y Téllez-Girón |                                         | Marie Anna von Waldstein-Wartenberg            |                                                                      |  |  |       |  |  |                                             |  |  |                                                        |  |
|                                                  |                                         | Pedro de Alcántara Téllez Girón y Pacheco      | Pedro Zoilo Téllez-Girón y Pérez de Guzmán                           |  |  |       |  |  |                                             |  |  |                                                        |  |
|                                                  |                                         | Pedro de Alcántara Téllez Girón y Pacheco      | Pedro Zoilo Téllez-Girón y Pérez de Guzmán                           |  |  |       |  |  |                                             |  |  |                                                        |  |
|                                                  |                                         | Pedro de Alcántara Téllez Girón y Pacheco      | Maria Vicenta Pacheco y Téllez-Girón                                 |  |  |       |  |  |                                             |  |  |                                                        |  |
| Joaquina Téllez-Girón y Pimentel                 |                                         | Pedro de Alcántara Téllez Girón y Pacheco      |                                                                      |  |  |       |  |  |                                             |  |  |                                                        |  |
|                                                  |                                         | María Josefa Pimentel y Téllez-Girón           | Francisco Alonso Pimentel Vigil de Quiñones Borja Aragón y Centelles |  |  |       |  |  |                                             |  |  |                                                        |  |
|                                                  |                                         | María Josefa Pimentel y Téllez-Girón           | Francisco Alonso Pimentel Vigil de Quiñones Borja Aragón y Centelles |  |  |       |  |  |                                             |  |  |                                                        |  |
|                                                  |                                         | María Josefa Pimentel y Téllez-Girón           | Maria Faustina Manuela Téllez-Girón y Perez de Guzman                |  |  |       |  |  |                                             |  |  |                                                        |  |
|                                                  |                                         | María Josefa Pimentel y Téllez-Girón           |                                                                      |  |  |       |  |  |                                             |  |  |                                                        |  |